# Crispin Bonham-Carter
Crispin Bonham-Carter (Colchester, 23 september 1969) is een Engels acteur. Hij is een verre neef van actrice Helena Bonham Carter.
Bonham-Carter is vooral bekend door zijn rol als Charles Bingley in Pride and Prejudice (1995), de BBC-bewerking van Jane Austens boek Pride and Prejudice, waarin hij naast onder meer Colin Firth optrad. In het jaar ervoor speelde hij mee in de comedy Honey for Tea.
In de film Bridget Jones's Diary, een moderne versie van Pride and Prejudice, speelde Bonham-Carter een kleine rol, wederom naast Colin Firth. Ook speelde hij mee in de serie Absolutely Fabulous, waarin hij de rol van Jago Balfour speelde, de hooghartige tuinman die aan Edina Latijnse plantennamen declameerde. Bonham-Carter speelde ook mee in de videoclip voor het nummer Uptown Girl van de band Westlife.

## Film- en televisierollen
- Howards End, 1992
- The Scarlet and the Black, 1993
- Honey for Tea, 1994
- Full Throttle, 1995
- Pride and Prejudice, 1995
- Annie: A Royal Adventure!, 1995
- Highlander: The Series, 1996
- Cadfael, 1997
- Rag Nymph, 1997
- Game On, 1998
- Basil, 1998
- The Gift, 1998
- Wuthering Heights, 1998
- Coronation Street - The Brighton Bubble, 1999
- Urban Gothic, 2000
- Mind Games, 2001
- Bridget Jones's Diary, 2001
- Victoria & Albert, 2001
- Absolutely Fabulous, 2001
- Murder Rooms: The Kingdom of Bones, 2001
- Relic Hunter, 2001–2002
- ER, 2002
- The Project, 2002
- Peter in Paradise, 2003
- Auf Wiedersehen, Pet, 2004
- Rosemary & Thyme, 2004
- The Walk, 2005
- Ghostboat, 2006
- The Impressionists, 2006
- Suez: A Very British Crisis, 2006
- Casino Royale, 2006